# کیلا مولسکی
کیلا مولسکی (انگلیسی: Kayla Moleschi؛ زادهٔ ۲۵ اکتبر ۱۹۹۰) بازیکن راگبی ۷ نفره اهل کانادا است.
وی در مسابقات کشوری و بین‌المللی در مجموع برندهٔ ۲ مدال طلا، ۱ مدال نقره، ۱ مدال برنز شده‌است.